# 위니펙 제츠
위니펙 제츠(영어: Winnipeg Jets)는 캐나다 매니토바주 위니펙에 본거지를 둔 아이스하키 팀이다. NHL 서부 콘퍼런스 센트럴 디비전에 속한다. 1999년 미국 조지아주 애틀랜타에서 애틀랜타 스래셔스(영어: Atlanta Thrashers)로 창단된 팀이며, 2011년 연고지를 위니펙으로 옮겨 2011~2012시즌부터 NHL 팀으로 참가중이다.
위니펙 지역에는 최상위 프로 아이스하키 팀으로 1972년 이 이름을 가진 팀이 창단되었으며, 현 위니펙 제츠와는 다른 팀이다. 1972년 창단된 구 위니펙 제츠는 1979년 NHL에 편입되어 활동하다 경영난으로 1996년 미국 애리조나주 피닉스로 연고지를 이전하면서 피닉스 카이오티스(영어: Phoenix Coyotes)로 팀명을 바꿔 현재까지 NHL 팀으로 활동하고 있다. 현 위니펙 제츠는 1999년 미국 조지아주 애틀랜타에서 애틀랜타 스래셔스로 창단된 팀이다. 스래셔스는 1999년 ~ 2000년 시즌부터 NHL 소속 팀으로 활동했으나, 신생팀으로 그다지 좋은 성적을 올리지는 못했다. 스래셔서 시절 플레이오프에는 2006년 ~ 2007년 시즌에 사우스이스트 디비전에서 1위를 차지하여 진출한 것이 유일하며, 이스턴 콘퍼런스 준결승에서 뉴욕 레인저스에게 져 바로 탈락했다. 애틀랜타 지역 내에서 성적도 좋지 못한데다가 야구와 풋볼보다 인기도 높지 않아서 어려움을 겪어왔고 스래셔스 운영 구단은 구단 매각과 연고지 이전을 추진하여, 캐나다의 트루 노스 스포츠 앤드 엔터테인먼트(영어: True North Sports & Entertainment)에 구단을 매각하게 되었다. 동시에 아이스하키가 인기있는 캐나다 위니펙 쪽으로 연고지를 이전하게 되었고, 구단명은 예전 위니펙에 있던 NHL 팀과 같은 위니펙 제츠를 사용하게 되었다. 애틀랜타 스래셔스는 2010년 ~ 2011년 시즌을 끝으로 위니펙 제츠로 옷을 갈아입게 되었다.

## 역대 홈경기장
| 경기장             | 사용기간    | 수용인원 | 장소              | 비고                                                     |
| ------------------ | ----------- | -------- | ----------------- | -------------------------------------------------------- |
| 캐나다 라이프 센터 | 2011년~현재 | 15,294명 | 매니토바주 위니펙 | MTS 센터 (2011년~2017년) 벨 MTS 플레이스 (2017년~2021년) |

## 영구 결번
과거의 위니펙 제츠는 두 선수의 등번호를 결번했었고, 이전 위니펙 제츠의 후신인 애리조나 카이오티스는 과거 제츠에서 뛰었던 선수들의 등번호를 예우하고 있다. 현재까지 공식적으로 제츠는 결번한 번호가 없지만, 현 위니펙 제츠는 과거의 제츠에서 뛰었던 몇몇 선수들의 등번호를 '위니펙 제츠 명예의 전당'으로 예우하고 있다.
웨인 그레츠키의 99번은 2000년 NHL 올스타전에서 전 구단 결번으로 지정됐다.

## 같이 보기
- 애틀랜타 스래셔스
- 애리조나 카이오츠